# 12534 Janhoet
12534 Janhoet è un asteroide della fascia principale. Scoperto nel 1998, presenta un'orbita caratterizzata da un semiasse maggiore pari a 2,6952278 au e da un'eccentricità di 0,1078255, inclinata di 9,31977° rispetto all'eclittica.
L'asteroide è dedicato allo storico belga dell'arte Jan Hoet.